# Конві (замок)
Замок Конві (англ. Conwy Castle) — середньовічний замок, розташований у графстві Карнарвоншир в Уельсі.
Замок був збудований в 1283–1289 роках за наказом Едуарда I Довгоногого.
Протягом чотирьох років, працюючи з березня по жовтень, 1500 людей звели фортецю і стіни. Навколо замку Конві кам'яна стіна з 8 круглими вежами і бійницями. Вежі замку багатоповерхові, їхня висота близько 20 м. Внутрішній дворик розділений на 2 частини великою поперечною стіною. В одній з частин знаходився зал для прийомів. Замок довгий час був закинутий і повільно руйнувався.